# 울리케 C. 차레
울리케 C. 차레(Ulrike C. Tscharre, 1972년 5월 15일 ~ )는 독일, 오스트리아의 배우이다.